# Coordination Chemistry Reviews
Coordination Chemistry Reviews è una rivista accademica soggetta a revisione paritaria che pubblica rassegne (reviews) riguardanti la chimica di coordinazione in senso lato, includendo chimica metallorganica, chimica supramolecolare, chimica teorica, e chimica bioinorganica. Pubblica inoltre anche rassegne su catalisi, chimica dei materiali e metal organic frameworks purché incentrate su argomenti di chimica di coordinazione. La rivista è pubblicata dal 1966. Secondo il Journal Citation Reports la rivista nel 2018 ha ricevuto un impact factor pari a 13,476.